# 밀크 (영화)
《밀크》(Milk)는 샌프란시스코 시의회 의원으로서, 캘리포니아주 공직사회에 최초로 선출된 동성애자 정치인이자 게이 인권 운동자이던 하비 밀크의 생애를 바탕으로 한 2008년에 개봉한 미국의 전기 영화이다. 거스 밴 샌트가 감독을 맡고 더스틴 랜스 블랙이 각본을 맡았으며, 숀 펜이 밀크 역을, 그리고 조시 브롤린이 밀크를 암살한 시의원인 댄 화이트 역을 맡았다. 이 영화는 너무나 많은 찬사를 받았고 영화 비평가들과 단체들에게서 수많은 칭찬을 받았다. 결론적으로, 아카데미 시상식에서 작품상을 포함해서 8개 부문에 후보에 올랐고, 숀 펜의 남우주연상, 블랙의 각본상까지 총 두 개의 상을 수상했다.

## 줄거리
영화는 게이 운동가이자 미국에서 최초로 공직자로 선출된 ‘하비 밀크’의 40세 생일부터 죽음까지 8년 간의 생애를 다루고 있다. ‘하비 밀크’는 1970년 40세 생일에 스콧을 만나 사랑에 빠져 그와 함께 자신의 정체성을 더 이상 숨기지 않고 자유롭게 살기 위해 샌프란시스코로 떠난다. 그는 샌프란시스코에서 ‘카스트로 카메라’라는 가게를 차린다. 카스트로 거리로 전 세계의 게이들이 모여들기 시작했고 카메라 가게는 카스트로 게이 커뮤니티의 모임 장소 같은 역할을 하게 된다. 그 가게에서 하비와 그의 동료들은 이성애자들의 편견과 폭력에 고통 받는 동성애자들의 권리를 찾기 위해 게이 운동을 시작한다. 그리고 하비는 그들의 목소리를 내기 위해 샌프란시스코 시정감독관 선거에 출마하기로 결심한다. 하지만 첫 선거에서 낙선을 하고 그는 히피 느낌의 머리스타일, 옷 입는 스타일을 바꾼다. 그리고 두 차례 선거에서 낙선을 한 뒤 1977년에 드디어 샌프란시스코 시정감독관 선거에 당선된다. 그 후 하비는 동성애자 차별금지 조항을 철폐해 게이와 그들의 지지자들의 권리를 제한하는 ‘제안6호’의 통과를 막기 위해 노력한다. 그리고 ‘제안6호’의 통과를 막는 것을 성공하지만 그와 정치적 뜻을 달리 하던 ‘댄 화이트’에 의해 살해당한다. 하비가 죽자 3만 명의 추모객들이 샌프란시스코 카스트로 거리부터 시청까지 촛불행진을 하며 그의 죽음을 추모하며 영화는 끝이 난다.

## 배역
- 숀 펜 - 하비 밀크
- 조슈 브롤린 - 댄 화이트
- 에밀 허쉬 - 클리브 존스
- 제임스 프랭코 - 스콧 스미스
- 디에고 루나 - 잭 리라
- 알리슨 필 - 앤 크로넨버그
- 브랜던 보이스 (Brandon Boyce) - 짐
- 켈빈 유 (Kelvin Yu) - 마이클
- 빅터 가버 - 조지 모스코니
- 에릭 스톨츠 - 톰 아미아노

## 명대사
- 하비 밀크 - 다시 벽장으로 들어가라는 겁니까? 그게 당신 생각이에요? 난 기억할 수 있는 시간보다 더 오래 벽장 안에 있었어요.

- 하비 밀크 - 난 단순한 입후보자가 아니라 게이운동의 한 부분이에요. 게이운동이 입후보 한 겁니다.

- 하비 밀크 - 그럼 동성애를 어떻게 가르치죠? 프랑스어 가르치듯이? 난 이성애자 부모님께 태어났습니다. 이성애자 교사에게 배웠고요. 그런데 왜 제가 동성애자가 됐을까요?

- 하비 밀크 - 희망의 메시지 하나가 모든 젊은이들에게 전해졌습니다. 이 같은 증오의 물결에 두려워해왔던 이들에게, 자신의 집과 고향을 잃어버린 모든 이들에게 말입니다. 오늘 밤 우린 확실히 알았습니다. 우리를 위한 곳이 있다는 것을. 형제자매들이여. 우린 다시 집으로 갈 수 있습니다.

- 하비 밀크 - 혹시 내가 암살되거든 다섯, 열, 백, 천 명이 일어나면 좋겠습니다. 내 뇌를 뚫을 총알이 있다면 그게 닫힌 벽장 문을 모두 부수게 합시다. 게이 운동이 계속 되길 바랍니다. 개인적인 이득 때문이 아니고 에고나 권력 때문도 아닙니다. 바로 저 밖의 우리를 위한 것이기 때문입니다. 희망이 없으면 우리를 포기해야 합니다. 나도 잘 압니다. 희망만으로 살 수 없다는 것을. 하지만 희망이 없다면 인생은 살 가치가 없습니다. 당신도 그렇습니다. 여러분이 그들에게 희망을 주어야 합니다.

## 참조
- https://web.archive.org/web/20081120011725/http://www.filminfocus.com/focusfeatures/film/milk
- https://www.imdb.com/title/tt1013753/?ref_=fn_al_tt_1